# 뱅자맹 파바르
뱅자맹 자크 마르셀 파바르(프랑스어: Benjamin Jacques Marcel Pavard, 1996년 3월 28일~)는 프랑스의 축구 선수로 현재 이탈리아 세리에 A의 인테르나치오날레에서 센터백과 풀백으로 활약하고 있다.

## 어린 시절
파바르는 1996년 3월 28일 모뵈주에서 태어났다.
그는 스카우트의 눈에 띄게 되어 9세의 나이에 릴의 아카데미에 들어가게 된다.

## 구단 경력

### 릴 OSC
2014년 릴 OSC 입단을 통해 프로에 입문한 후 2015-16 시즌까지 공식전 25경기를 소화하며 2014-15년 프랑스 리그컵 4강, 2015-16년 프랑스 리그컵 준우승에 일조했다.

### VfB 슈투트가르트

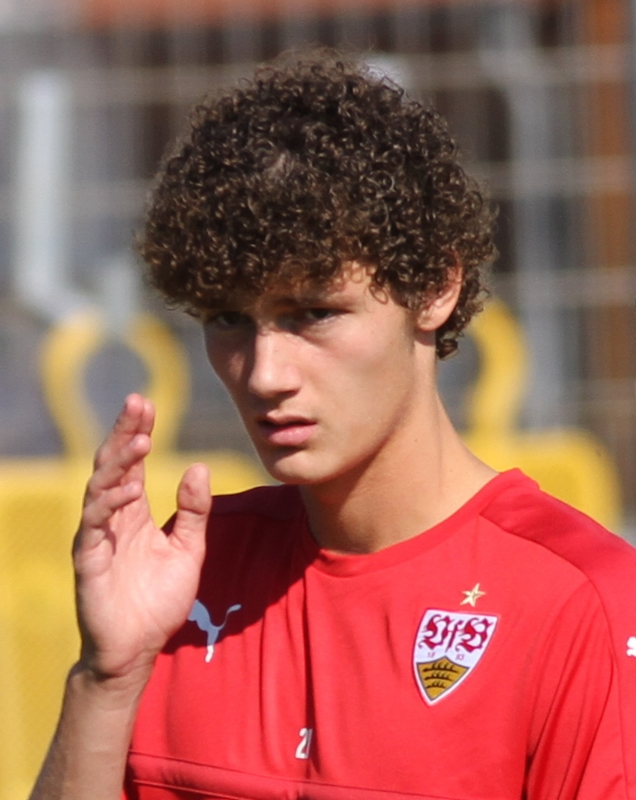

2016년 8월 30일에 독일 2부 리그 소속인 VfB 슈투트가르트와 4년 계약을 맺은 후
10월 3일, SpVgg 그로이터 퓌르트를 상대로 홈에서 4-0 승리한 경기에서 2. 분데스리가에 데뷔했다.
그는 총 21경기를 뛰었고 팀은 리그 챔피언으로 시즌을 마쳤다.
8월 19일, 헤르타 베를린에게 2-0으로 패한 경기에 출전하면서 분데스리가 데뷔전을 치렀다. 그는 10월 29일, SC 프라이부르크와의 경기에서 백헤딩으로 분데스리가 첫 골을 기록했다. 2017년 12월 20일에 슈투트가르트와 계약을 2021년 6월 30일까지 연장했다.
그는 2017-18 분데스리가에서 라이트백, 센터백, 수비형 미드필더, 오른쪽 윙 등 여러 포지션에서 뛰었지만 2018년 1월 타이푼 코르쿠트가 감독으로 임명된 이후에는 전적으로 센터백으로 활동했다.

### 바이에른 뮌헨

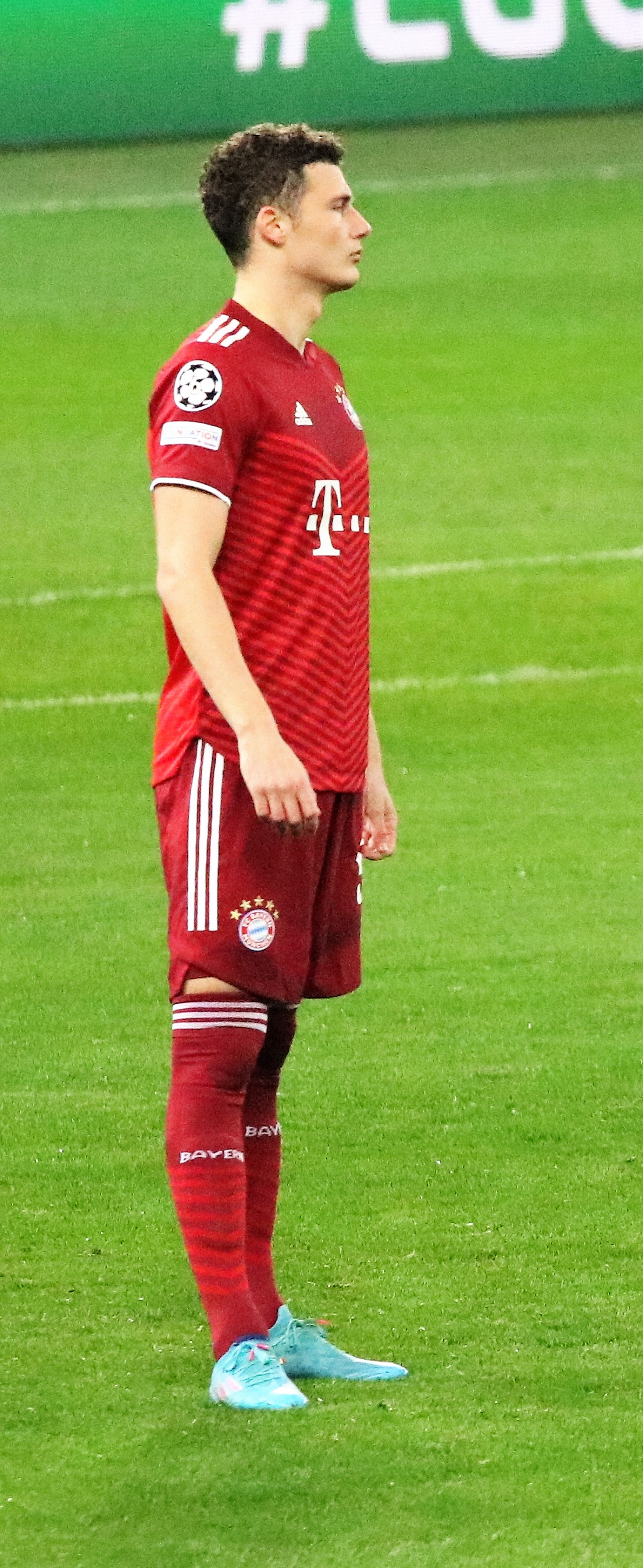

2019년 1월 9일, 파바르는 독일 분데스리가 최강팀인 바이에른 뮌헨과 5년 계약을 맺은 후현재까지 리그 2연패(2019-20, 분데스리가 2020-21), 2019-20년 DFB-포칼 우승, DFL-슈퍼컵 2연패(2019, 2020), 2019-20년 UEFA 챔피언스리그 우승, 2020년 UEFA 슈퍼컵 우승, 2020년 FIFA 클럽 월드컵 우승 등의 기쁨을 맛보았다.

#### 2022-23 시즌
2023년 3월 11일, 파바르는 바이에른 뮌헨이 알리안츠 아레나에서 FC 아우크스부르크를 5-3으로 이긴 분데스리가 24라운드에서 3백의 오른쪽 중앙 수비수 자리에 선발로 출전했다. 그는 19분 사디오 마네의 바이시클 킥을 오른발로 받아 방향을 바꿔 아우크스부르크의 골망을 흔들면서 팀의 두 번째 골을 만들었고 35분 디온 드레나 벨료의 머리를 맞고 튕겨나온 마테이스 더 리흐트의 헤더를 오른발 발리로 전환하며 팀의 세 번째 골을 만들었다. 파바르는 이 경기에서 프로 경력 역사상 처음으로 멀티골을 기록했다.
2023년 3월 19일, 파바르는 바이에른 뮌헨이 바이아레나에서 바이어 레버쿠젠에게 1대 2로 패배한 분데스리가 25라운드에서 3백의 오른쪽 중앙 수비수 자리에 선발로 출전했다. 그는 43분 에세키엘 팔라시오스에게 파울을 범해 옐로카드를 받았고 54분 아민 아들리의 오른발 뒤꿈치를 밟아 바이어 레버쿠젠이 페널티킥을 얻고 팔라시오스가 레버쿠젠의 동점골을 만드는데 기여했다. 이후 57분 요시프 스타니시치와 교체되었다.
2023년 4월 15일, 파바르는 바이에른 뮌헨이 알리안츠 아레나에서 TSG 1899 호펜하임에게 1대 1로 비긴 분데스리가 28라운드에서 4백의 오른쪽 수비수 자리에 선발로 출전했다. 그는 17분 요주아 키미히의 크로스를 받은 킹슬레 코망의 패스를 받아 낮은 슈팅으로 공을 차 바이에른 뮌헨의 선제골을 만들었다. 57분 파바르는 파울을 범해 리그에서 5번째 옐로카드를 받아 4월 22일에 있을 마인츠전에서 결장하게 되었다. 73분 파바르는 자신에게 온 공중볼을 받아 호펜하임의 골문을 흔들었지만 공이 그에게 오기 전 마테이스 더 리흐트의 머리를 맞았음이 비디오 판독심을 통해 확인되어 오프사이드 판정을 받아 골이 취소되었다. 파바르는 이 경기에서 자신의 단일리그 통산 네 번째 골을 넣으며 19-20시즌 분데스리가에서 달성했던 자신의 단일리그 통산 최다골인 4골과 동률을 이뤘다.
2023년 4월 17일, 파바르가 분데스리가 24라운드 아우크스부르크전에서 기록한 발리골이 바이에른 뮌헨 팬들이 선정한 2023년 3월의 골로 선정되었다.

### 인테르나치오날레
2023년 8월 30일, 이탈리아 세리에 A의 인터 밀란으로 이적했다. 이적료는 약 30m 유로이다.

## 국가대표 경력

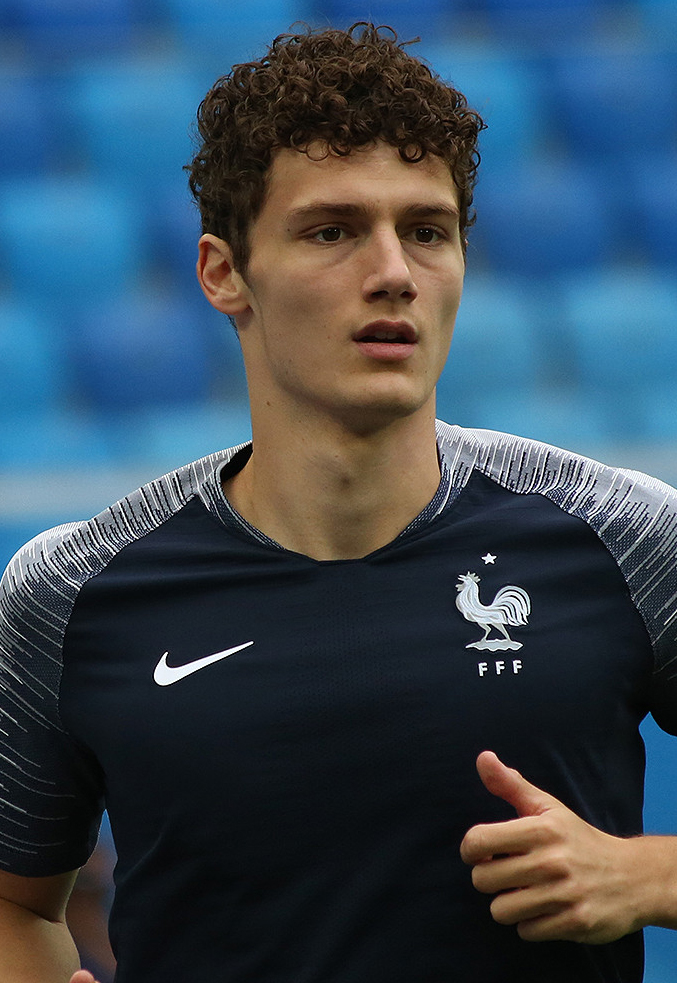

슈투트가르트 소속이던 2017년 11월 6일 웨일스와 독일과의 친선 경기를 앞두고 프랑스 A대표팀에 첫 발탁된 뒤 10일 열린 웨일스와의 친선 경기(2-0 승)에서 국제 A매치 데뷔전을 치렀다.
이후 2018년 FIFA 월드컵 23인 명단에 포함되어 월드컵에 출전히게 되었다.오스트레일리아와의 경기에서 FIFA 월드컵 데뷔전을 치른 뒤아르헨티나와의 2018년 FIFA 월드컵 16강전에서 A매치 데뷔골을 환상적인 발리킥으로 터뜨리며 팀의 8강 진출에 일조했고 이 승리를 기반으로 프랑스는 결국 결승전에서 크로아티아를 꺾고 20년만에 월드컵 우승 트로피를 품에 안았다.
그리고 파바르는 자국에서 열린 1998년 FIFA 월드컵 4강전에서 득점을 터뜨린 릴리앙 튀랑 이후 20년만에 월드컵에서 골을 터뜨린 프랑스 대표팀 수비수에 이름을 올리며 자신의 이름을 전 세계에 각인시켰다.
물론 UEFA 유로 2020에서는 16강전에서 스위스와 승부차기까지 가는 접전 끝에 패하며 8강 진출이 좌절되는 아픔을 겪었고 대회가 끝난 후 라파엘 바란과의 충돌, 대표팀에서의 내부 갈등 등의 문제도 겪긴 했지만 앞서 열린 스웨덴과의 2020-21년 UEFA 네이션스리그 A 3조 최종전에서 득점을 기록하며 팀의 3년만의 국제 대회 우승의 주역으로 활약했다.
2022년 11월 9일, 카타르에서 열리는 2022년 FIFA 월드컵에 참가할 프랑스 대표팀 25인에 소집되었다.

### UEFA 유로 2024 예선
2023년 3월 16일, 파바르는 2023년 3월 24일, 27일에 네덜란드와 아일랜드와의 UEFA 유로 2024 예선에 참가하는 프랑스 축구 국가대표팀 선수들 명단에 발탁되었다. 2023년 3월 27일, 파바르는 프랑스와 아일랜드와의 UEFA 유로 2024 예선 B조 2차전에서 선발로 출전해 22분 제이슨 나이트에게 파울을 저질러 옐로카드를 받았다. 이후 50분 조시 컬렌이 제이슨 나이트에게 건넨 공을 가로채 페널티 박스 바깥에서 오른발로 공을 차 프랑스의 선제골이자 결승골을 넣었고 81분 쥘 쿤데와 교체되었다.

## 개인사
2022년 여름 오전 2시 반, 파바르는 존넨슈트라세(독일어: Sonnenstrasse)에서 진행된 음주 운전 검사에서 음주 운전을 한 것이 적발되어 경찰서로 이동해 조사를 받았고 혈중 알코올 농도 1.41이라는 결과를 받았다. 그는 혈중 알코올 농도가 1.1을 넘었기 때문에 벌금형을 받았고 추가로 운전 면허 취소 처분을 받지 않기 위해 항소를 신청했다.

## 수상

#### VfB 슈투트가르트
- 2. 분데스리가 : 우승 (2016-17)

#### 바이에른 뮌헨
- 독일 분데스리가 : 우승 (2019-20, 2020-21, 2021-22, 2022-23)
- DFB-포칼 : 우승 (2019-20)
- DFL-슈퍼컵 : 우승 (2020, 2021, 2022)
- UEFA 챔피언스리그 : 우승 (2019-20)
- FIFA 클럽 월드컵 : 우승 (2020)
- UEFA 슈퍼컵 : 우승 (2020)

#### 인테르나치오날레
- 세리에 A : 2023-24
- 수페르코파 이탈리아나 : 2023

#### 프랑스
- FIFA 월드컵 : 우승 (2018), 준우승 (2022)
- UEFA 네이션스리그 : 우승 (2020-21)

### 개인
- FIFA 월드컵 베스트 골 : 2018
- UEFA 챔피언스리그 Breakthrough XI: 2019
- 분데스리가 이 달의 루키 : 2018년 2월
- 키커 분데스리가 올해의 팀 : 2019-20
- 레지옹 도뇌르 : 2018

## 통계기록

### 클럽 기록
- 2025년 4월 16일 기준

| 클럽             | 시즌    | 리그 | 리그 | 국내 컵 | 국내 컵 | 리그 컵 | 리그 컵 | 수퍼컵 | 수퍼컵 | 대륙 대회 | 대륙 대회 | 합계 | 합계 |
| 클럽             | 시즌    | 출장 | 득점 | 출장    | 득점    | 출장    | 득점    | 출장   | 득점   | 출장      | 득점      | 출장 | 득점 |
| ---------------- | ------- | ---- | ---- | ------- | ------- | ------- | ------- | ------ | ------ | --------- | --------- | ---- | ---- |
| 릴 OSC II        | 2014-15 | 15   | 0    |         |         |         |         |        |        |           |           | 15   | 0    |
| 릴 OSC II        | 2015-16 | 4    | 0    |         |         |         |         |        |        |           |           | 4    | 0    |
| 릴 OSC II        | 2016-17 | 1    | 1    |         |         |         |         |        |        |           |           | 1    | 0    |
| 릴 OSC           | 2014-15 | 8    | 0    | -       | -       | -       | -       | -      | -      | -         | -         | 8    | 0    |
| 릴 OSC           | 2015-16 | 13   | 1    | 1       | 0       | 3       | 0       | -      | -      | -         | -         | 17   | 1    |
| VfB 슈투트가르트 | 2016-17 | 21   | 1    | -       | -       | -       | -       | -      | -      | -         | -         | 21   | 1    |
| VfB 슈투트가르트 | 2017-18 | 34   | 1    | 2       | 0       | -       | -       | -      | -      | -         | -         | 36   | 1    |
| VfB 슈투트가르트 | 2018-19 | 29   | 0    | -       | -       | -       | -       | -      | -      | -         | -         | 0    | 0    |
| 바이에른 뮌헨    | 2019-20 | 32   | 4    | 6       | 0       | -       | -       | 1      | 0      | 8         | 0         | 47   | 4    |
| 바이에른 뮌헨    | 2020-21 | 24   | 0    | 1       | 0       | -       | -       | 4      | 1      | 7         | 0         | 36   | 1    |
| 바이에른 뮌헨    | 2021-22 | 25   | 0    | 1       | 0       | -       | -       | -      | -      | 10        | 0         | 36   | 0    |
| 바이에른 뮌헨    | 2022-23 | 30   | 4    | 3       | 0       | -       | -       | 1      | 1      | 9         | 2         | 43   | 7    |
| 바이에른 뮌헨    | 2023-24 | -    | -    | -       | -       | -       | -       | 1      | 0      | -         | -         | 1    | 0    |
| 인테르나치오날레 | 2023-24 | 23   | 0    | 1       | 0       | -       | -       | 5      | 0      | 2         | 0         | 31   | 0    |
| 인테르나치오날레 | 2024-25 | 21   | 0    | 2       | 0       | -       | -       | 11     | 1      | -         | -         | 34   | 1    |
| 통산             | 통산    | 280  | 11   | 17      | 0       | 3       | 0       | 50     | 3      | 11        | 2         | 361  | 16   |